# William Worth Belknap
William Worth Belknap (Newburgh, 22 settembre 1829 – Washington, 13 ottobre 1890) è stato un generale e politico statunitense.

## Biografia
Fu il trentesimo segretario alla Guerra degli Stati Uniti,  durante la presidenza di Ulysses S. Grant (18º presidente). Studiò all'Università di Princeton.
Si sposò varie volte: la prima con Cora LeRoy, poi con Carrie Tomlinson, le due donne morirono entrambe, dopo di loro si sposò un'ultima volta.